# Citadelle de Québec
Pour un article plus général, voir Fortifications de Québec.
La Citadelle de Québec est un fort situé sur le cap Diamant dans la ville de Québec au Québec (Canada). Adjacente aux plaines d'Abraham, elle est partie intégrante des fortifications de la vieille ville. La Citadelle de Québec est également la résidence officielle du Roi du Canada et du Gouverneur général du Canada. Les villes de Québec et de Campeche au Mexique sont les deux seules villes en Amérique du Nord qui ont conservé l'ensemble de leurs fortifications, dont l'enceinte.
L'édifice du Parlement du Québec, ainsi que plusieurs autres édifices gouvernementaux et grands hôtels sont situés tout près de cette citadelle dite enfoncée ou de surface plane, typique de la fin du XVIIIe siècle et du début du XIXe siècle. Elle a été désignée lieu historique national du Canada en 1946.

## Histoire

### Influence française

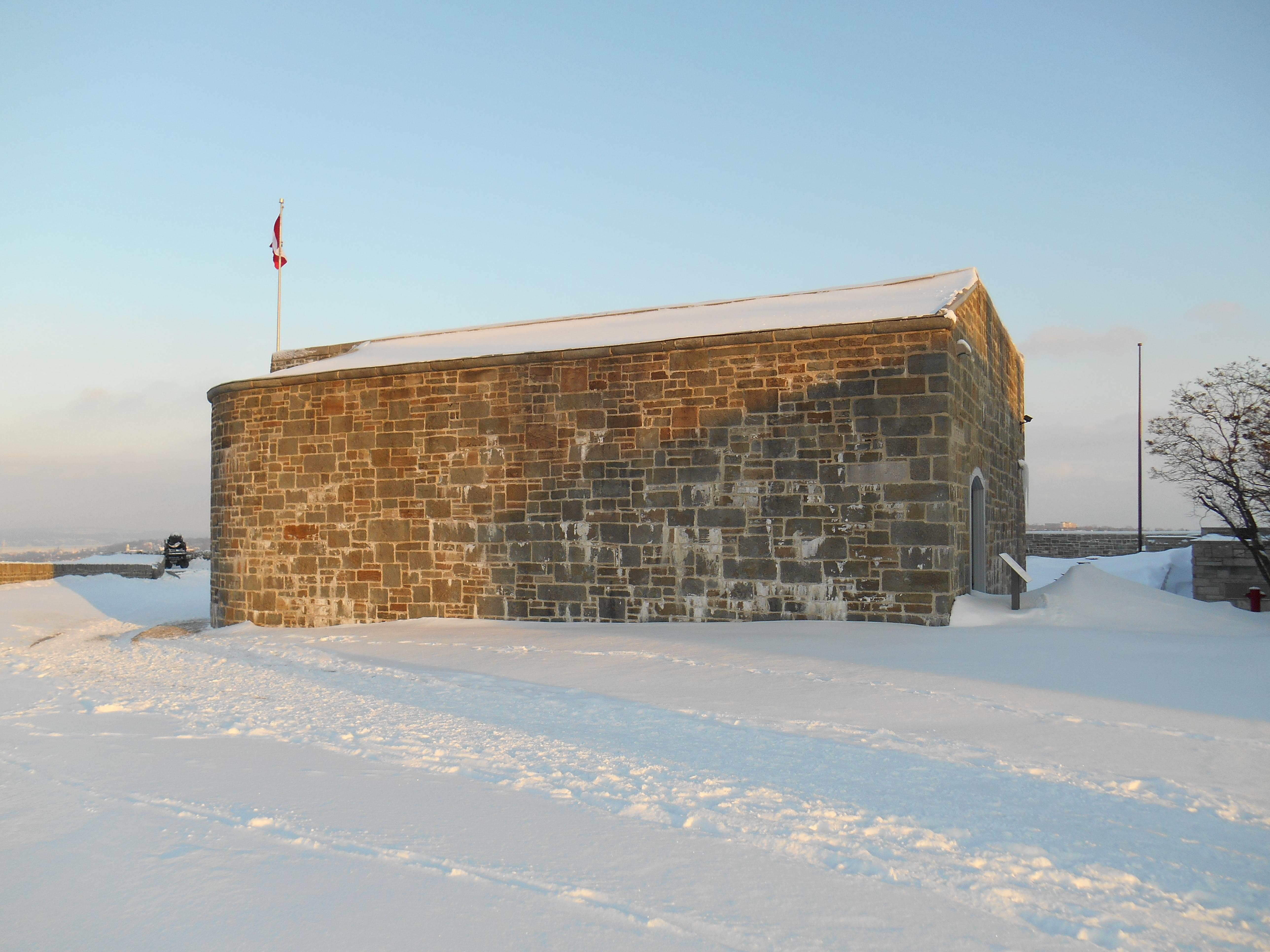
La Redoute du Cap-Diamant est un héritage du Régime français.

Une première enceinte temporaire fut construite dès 1690 à la demande de Louis de Buade, comte de Frontenac. L'attaque, en 1690, de l'amiral Phips et sa flotte de Nouvelle-Angleterre amène la crainte réelle d'un siège à l'européenne sur la ville de Québec. Dès 1693, une nouvelle enceinte suivant les plans de Josué Dubois Boisberthelot de Beaucours est construite pour remplacer l'ancienne fortification temporaire. Entre 1700 et 1720, la ville est un immense chantier comportant une multitude de fortifications isolées, incomplètes et inadéquates, la métropole refusant, en 1721, de compléter les travaux défensifs de Québec, jugés moins importants que ceux de Montréal et de Louisbourg. En 1701, un plan des fortifications fut développé par l'ingénieur français Jacques Levasseur de Néré et fut approuvé par le commissaire général des fortifications de Louis XIV. Pourtant, ce n'est qu'en 1745, dans la panique suivant la capitulation de Louisbourg, que le gouverneur Beauharnois autorise l'érection d'une enceinte entièrement recouverte de maçonnerie, sous la direction de l'ingénieur militaire Gaspard-Joseph Chaussegros de Léry.

### Influence anglaise

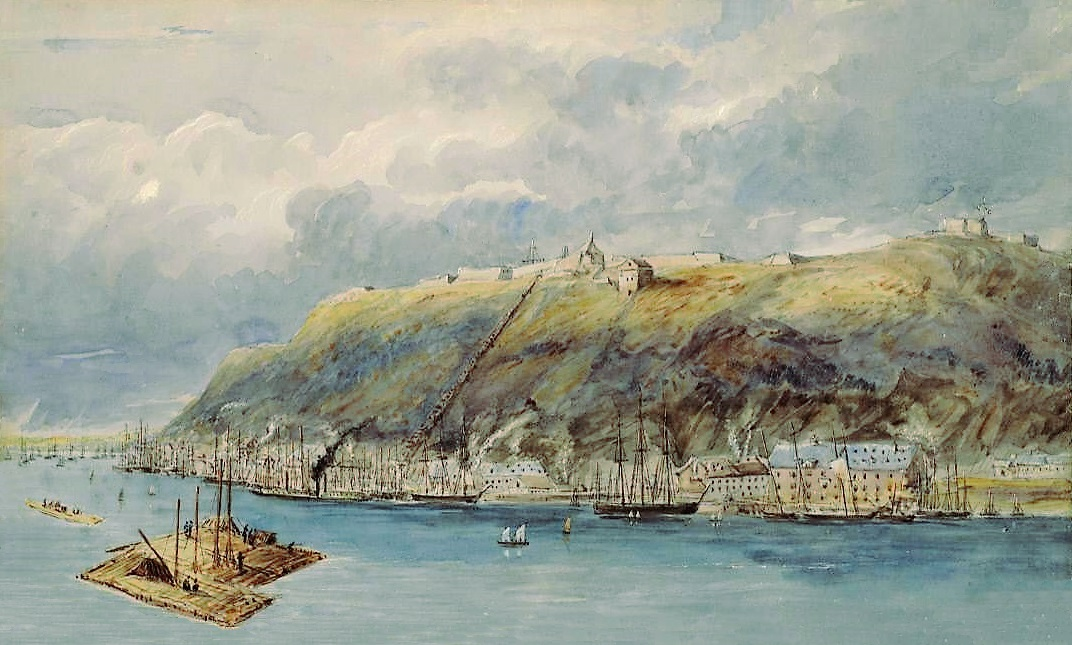
Québec en 1827. Une rampe, le long de la falaise, permet de hisser les pierres venues par bateaux.

Les fortifications en forme d'étoile qui peuvent être vues de nos jours furent construites entre 1820 et 1832 sous la direction du lieutenant-colonel et ingénieur royal britannique Elias Walker Durnford (qui s'inspira de l'ingénieur français Vauban) et incorporent une section du mur défensif français de 1745. Celles-ci devaient servir à sécuriser les hauteurs du Cap Diamant contre une éventuelle invasion des États-Unis et de refuge aux troupes britanniques. La Citadelle de Québec était dite imprenable (sa fonction défensive et sa situation géographique lui valent d'ailleurs le surnom de « Gibraltar d'Amérique »). Un hôpital a été également été construit par les ingénieurs royaux à l'intérieur de la Citadelle et nommé hôpital « Bomb Prouf » (1848). C'était, comme son nom l'indique, un hôpital à l'épreuve des bombes. Cet édifice servit, par la suite, de quartier au Royal 22ème Régiment. La préservation de la majorité des fortifications de la ville de Québec (qui était une ville murée) est due à l'intervention de Frederick Hamilton-Temple-Blackwood, Lord Dufferin, gouverneur général du Canada de 1872 à 1878, qui fit de la Citadelle sa résidence officielle.

### La Conférence de 1943

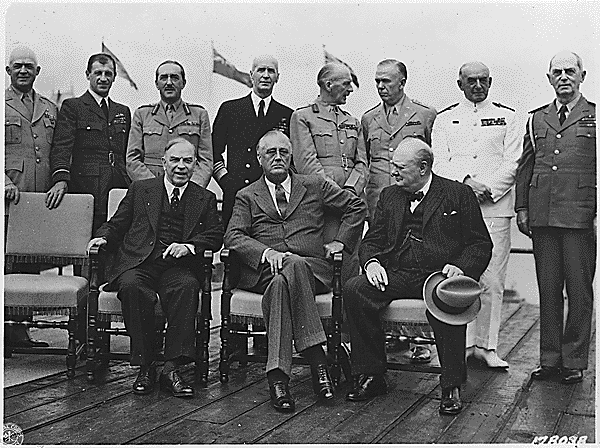
La Citadelle de Québec fut l'hôte de deux rencontres des chefs d'État alliés durant la Seconde Guerre mondiale. Sur la photo, prise en 1943, on aperçoit William Lyon Mackenzie King, Franklin D. Roosevelt et Winston Churchill entourés de plusieurs généraux alliés.

Les conférences de Québec de 1943 et 1944, au cours desquelles Winston Churchill, Franklin D. Roosevelt et William Lyon Mackenzie King discutèrent stratégie concernant la Seconde Guerre mondiale, eurent lieu à la Citadelle.

## Fonctions de la citadelle aujourd'hui

### Le Royal22eRégiment
La citadelle est depuis 1920 le quartier général du Royal 22e Régiment, unique régiment d'infanterie francophone au sein de la Force régulière des Forces armées canadiennes. Le Régiment y fait vivre les traditions militaires à l'intérieur de la citadelle, telle la relève de la garde, la cérémonie de la retraite et le tir de canon de midi, entre autres. Le roi du Canada, Charles III, est le colonel en chef du régiment.

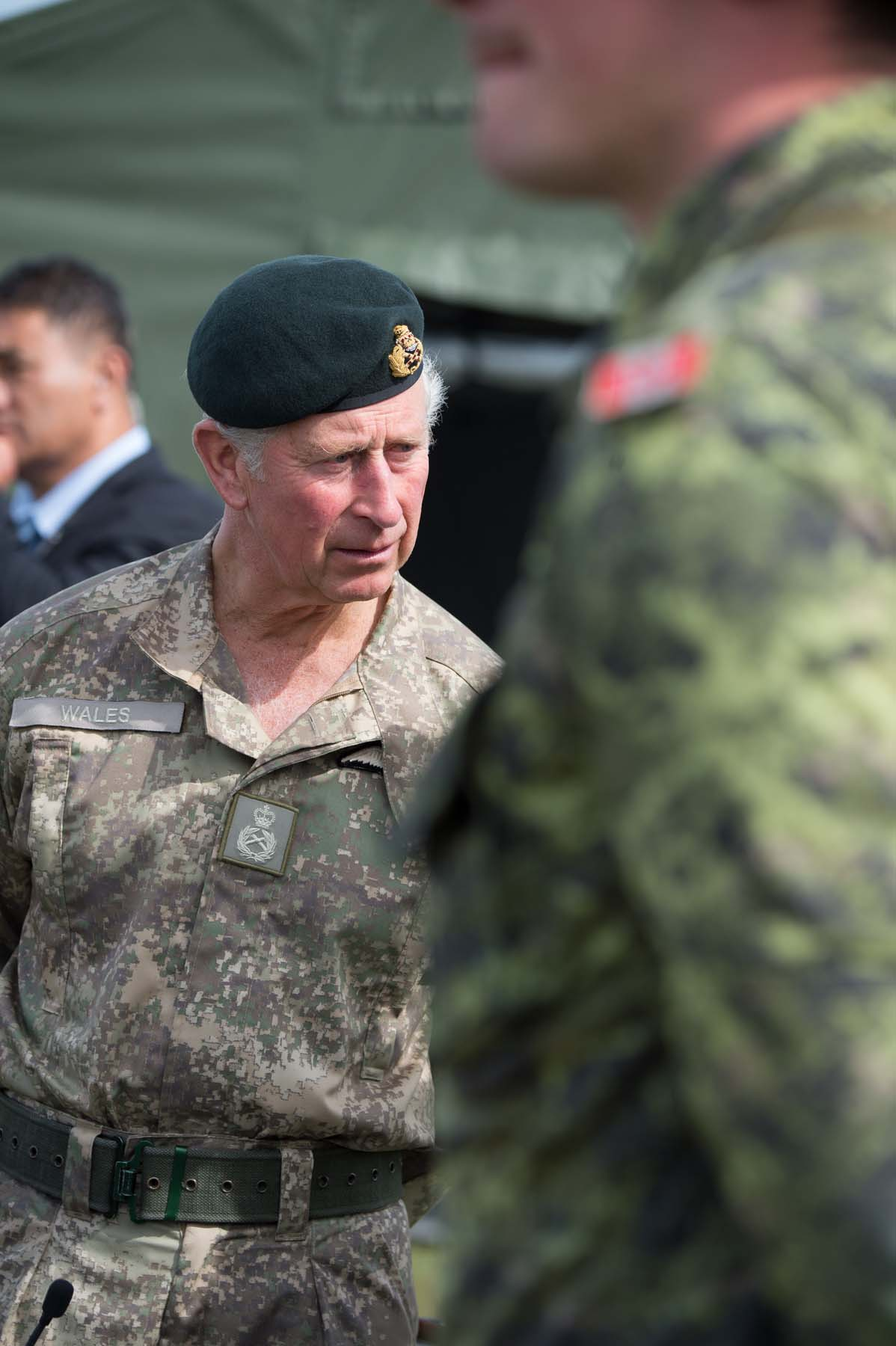
Charles III est le colonel en chef du régiment
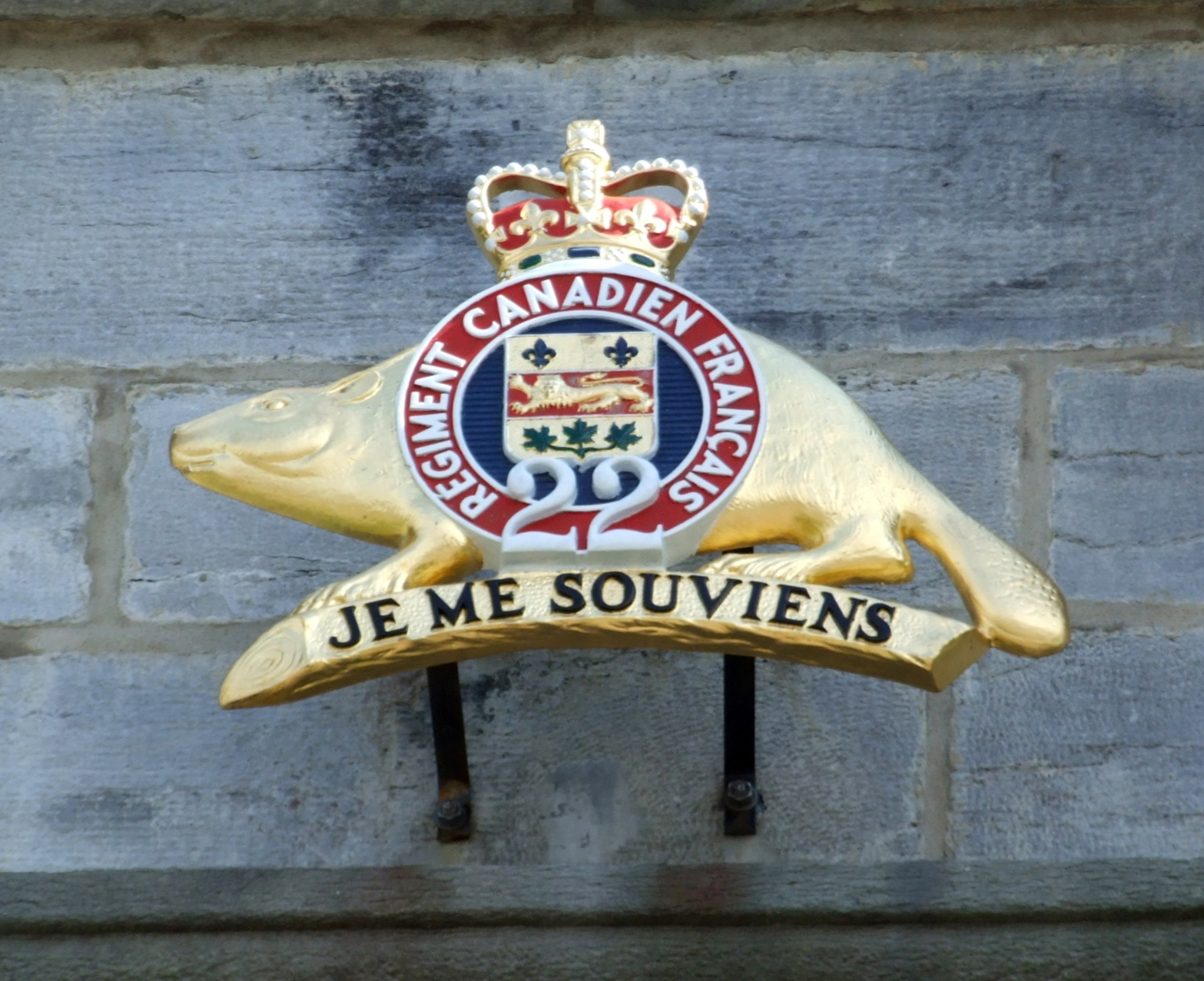
La citadelle est le quartier général du Royal 22e Régiment.

### Le Musée du Royal22eRégiment
Puisque la Citadelle est une garnison militaire active, le Musée Royal 22e Régiment organise les visites, les animations et les diverses activités en lien avec des évènements régionaux et provinciaux.

### La Résidence du Roi et du Gouverneur Général du Canada
En plus de son utilisation d'installation militaire, elle est la seconde résidence officielle du Roi du Canada et du gouverneur général du Canada qui, par tradition, y réside quelques semaines durant l'année. La résidence principale du Monarque et du Gouverneur Général est à Rideau Hall, dans la ville d'Ottawa.

### Diplomatie
Enfin la citadelle incarne aujourd'hui le rôle d'un haut lieu de la diplomatie. Il est aussi pertinent de noter que plusieurs évènements protocolaires s'y déroulent.

## Un site historique

Plusieurs bâtiments de la Citadelle sont inscrits au Répertoire des lieux patrimoniaux du Canada.

La citadelle a été désignée lieu historique national du Canada en 1980. Plusieurs bâtiments de la Citadelle de Québec sont inscrits au Répertoire des lieux patrimoniaux du Canada.

## Musée Royal22eRégiment
Le Musée Royal 22e Régiment occupe trois bâtiments de la Citadelle de Québec : l'Ancienne poudrière (bâtiment 15), l'ancienne Prison militaire (bâtiment 10) et la casemate Est.
En 2014, le Royal 22e Régiment célèbre le 100e anniversaire de sa création. Afin de célébrer cet événement, le Musée Royal 22e Régiment s’agrandit. Aux espaces occupés par le Musée s'ajoute un bâtiment historique de la Citadelle appelé la « casemate Est ». Le nouveau Musée occupe ainsi quatre fois plus d’espace comprenant une exposition permanente retraçant les 100 ans du Royal 22e Régiment, des aires dédiées aux expositions temporaires, une salle des médailles, des espaces éducatifs ainsi que les services au public. Les nouvelles installations du Musée Royal 22e Régiment permettent aussi d’interpréter le patrimoine militaire bâti puisque les visiteurs peuvent voir les voûtes anciennes construites entre 1820 et 1831.

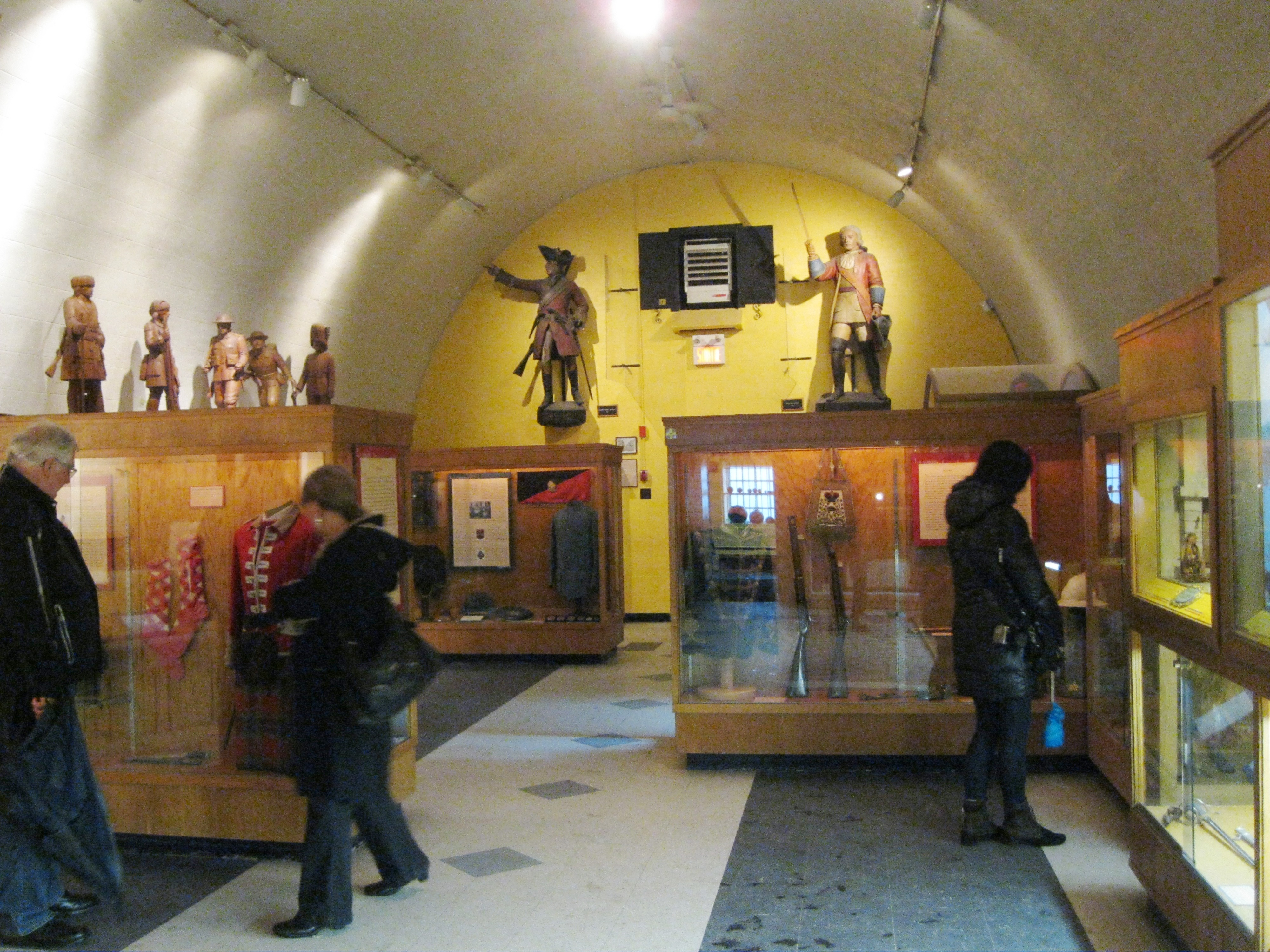
Ancienne poudrière.
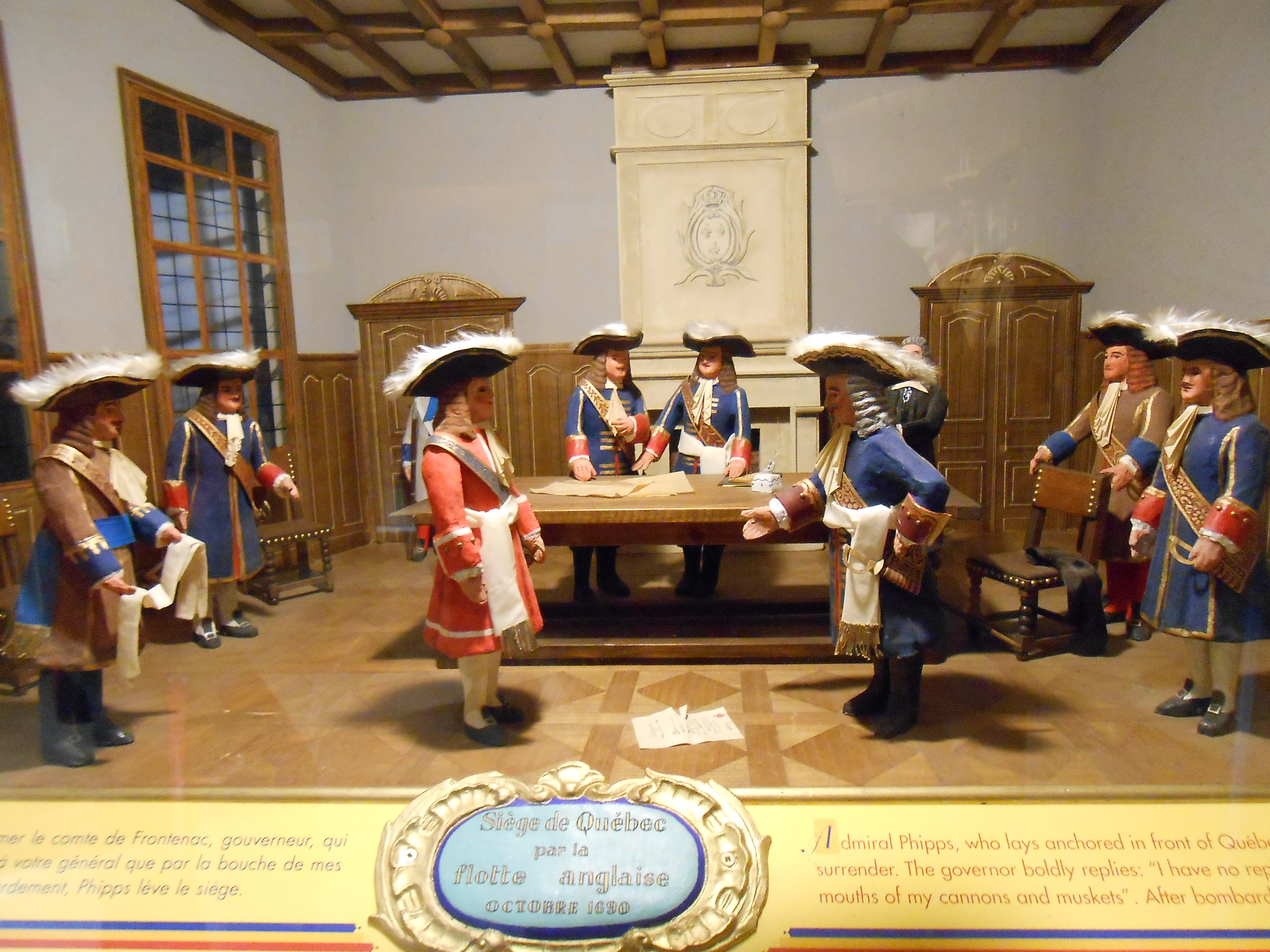
Siège de Québec de 1690.
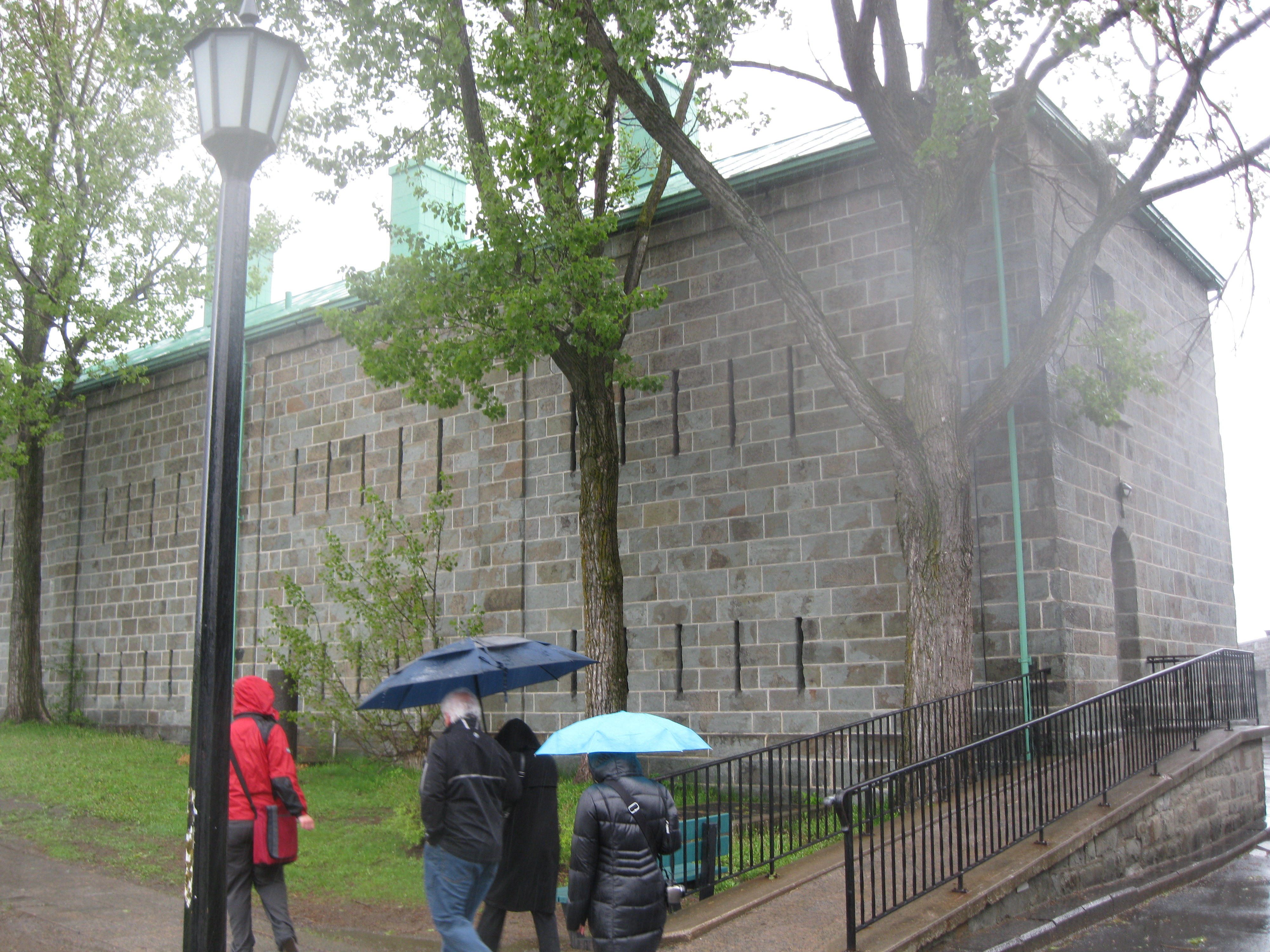
Ancienne Prison militaire.
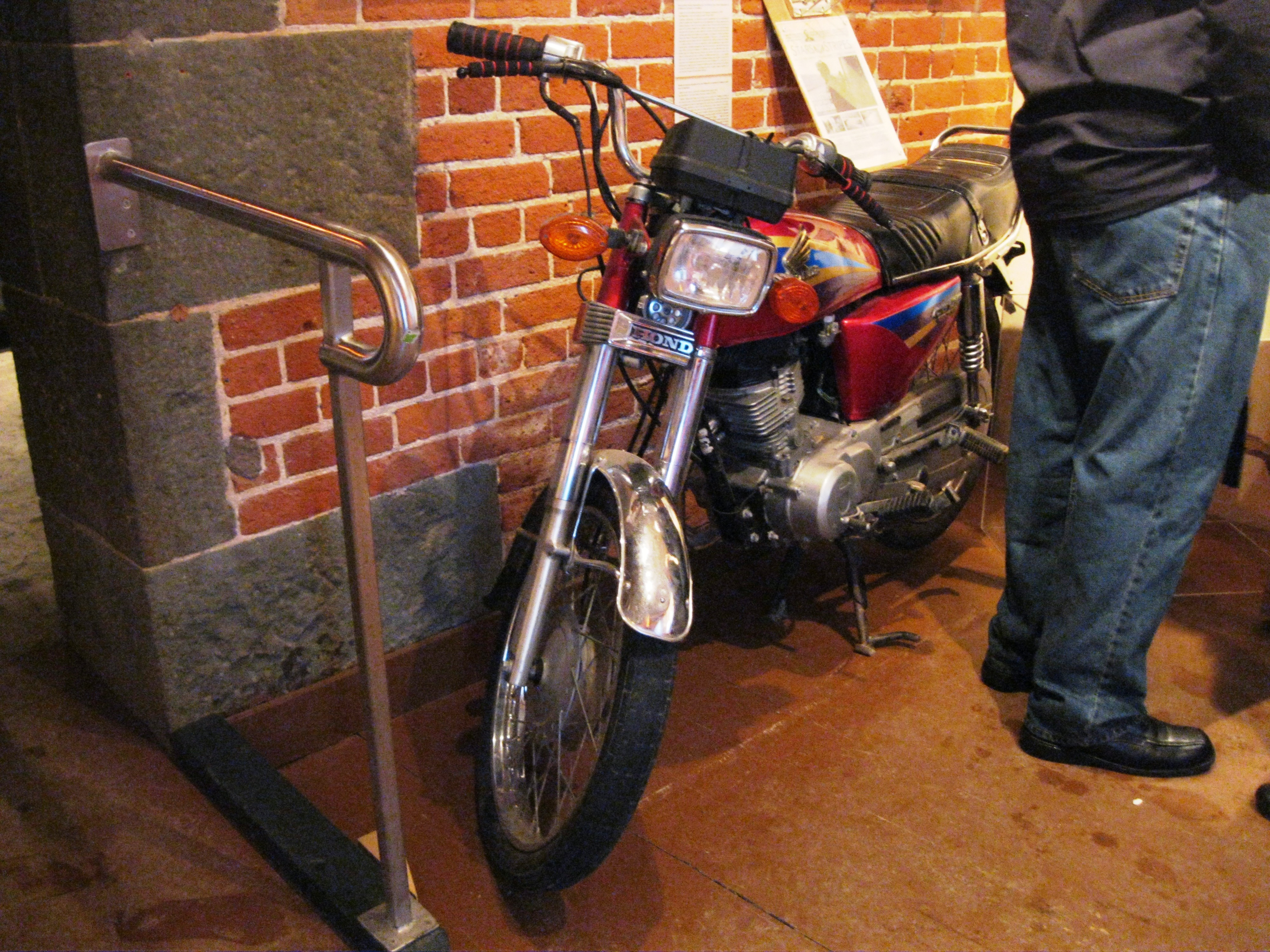
Souvenir d'Afghanistan[6].

## Images

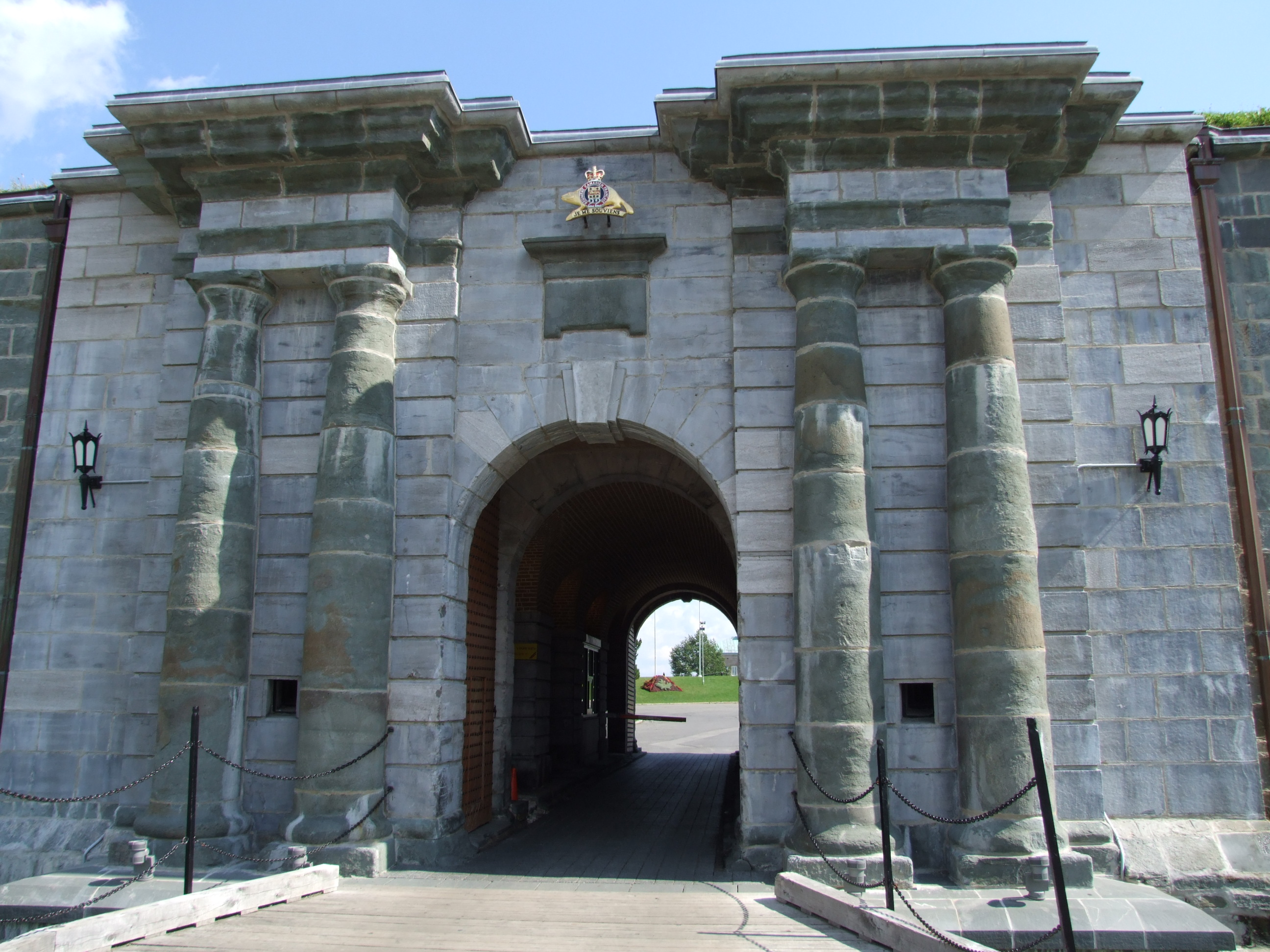
Entrée principale de la Citadelle.
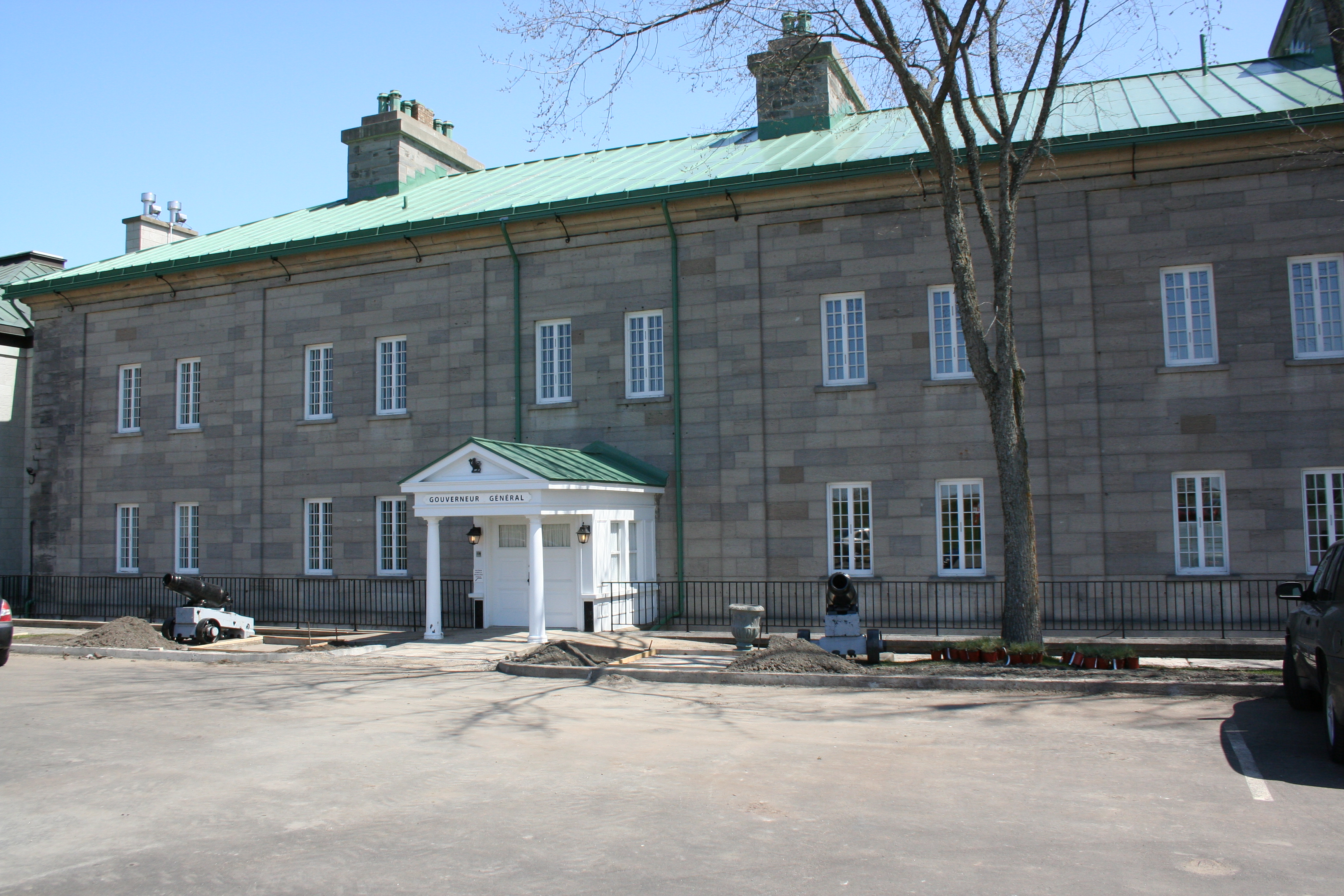
Résidence du Gouverneur général du Canada.
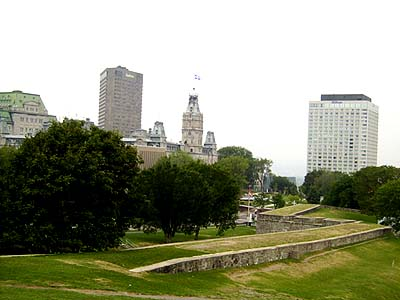
Vue des fortifications de la Citadelle, avec le Parlement de Québec.

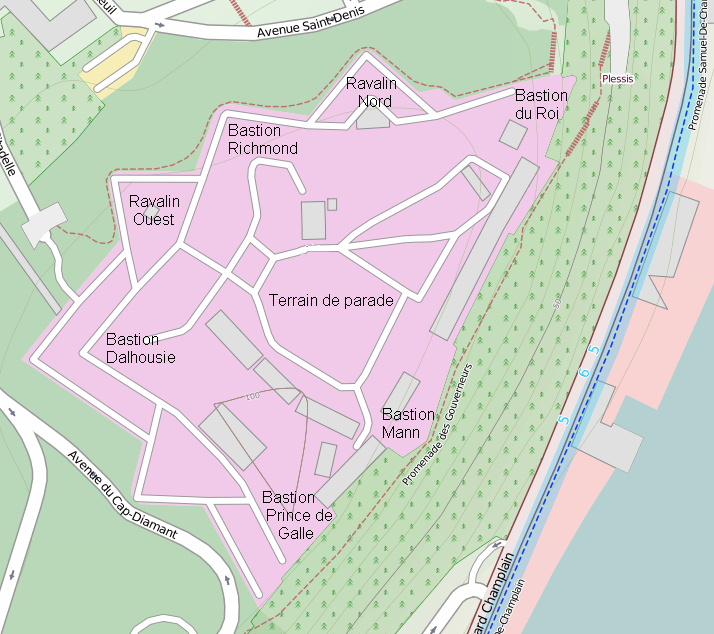
Carte de la Citadelle.